# Danh sách tiểu hành tinh: 8101–8200
| Tên                 | Tên đầu tiên | Ngày phát hiện       | Nơi phát hiện           | Người phát hiện                                        |
| ------------------- | ------------ | -------------------- | ----------------------- | ------------------------------------------------------ |
| 8101 Yasue          | 1993 XK1     | 15 tháng 12 năm 1993 | Oizumi                  | T. Kobayashi                                           |
| 8102 Yoshikazu      | 1994 AQ2     | 14 tháng 1 năm 1994  | Oizumi                  | T. Kobayashi                                           |
| 8103 Fermi          | 1994 BE      | 19 tháng 1 năm 1994  | Farra d'Isonzo          | Farra d'Isonzo                                         |
| 8104 Kumamori       | 1994 BW4     | 19 tháng 1 năm 1994  | Oizumi                  | T. Kobayashi                                           |
| 8105 -              | 1994 WH2     | 28 tháng 11 năm 1994 | Kushiro                 | S. Ueda, H. Kaneda                                     |
| 8106 Carpino        | 1994 YB      | 23 tháng 12 năm 1994 | Sormano                 | M. Cavagna, P. Sicoli                                  |
| 8107 -              | 1995 BR4     | 31 tháng 1 năm 1995  | Nachi-Katsuura          | Y. Shimizu, T. Urata                                   |
| 8108 Wieland        | 1995 BC16    | 30 tháng 1 năm 1995  | Đài quan sát Tautenburg | F. Börngen                                             |
| 8109 -              | 1995 DU1     | 25 tháng 2 năm 1995  | Trạm Catalina           | C. W. Hergenrother                                     |
| 8110 Heath          | 1995 DE2     | 27 tháng 2 năm 1995  | Oizumi                  | T. Kobayashi                                           |
| 8111 Hoepli         | 1995 GE      | 2 tháng 4 năm 1995   | Sormano                 | A. Testa, V. Giuliani                                  |
| 8112 Cesi           | 1995 JJ      | 3 tháng 5 năm 1995   | Stroncone               | Stroncone                                              |
| 8113 Matsue         | 1996 HD1     | 21 tháng 4 năm 1996  | Yatsuka                 | R. H. McNaught, H. Abe                                 |
| 8114 Lafcadio       | 1996 HZ1     | 24 tháng 4 năm 1996  | Yatsuka                 | H. Abe                                                 |
| 8115 Sakabe         | 1996 HB2     | 24 tháng 4 năm 1996  | Moriyama                | R. H. McNaught, Y. Ikari                               |
| 8116 Jeanperrin     | 1996 HA15    | 17 tháng 4 năm 1996  | La Silla                | E. W. Elst                                             |
| 8117 Yuanlongping   | 1996 SD1     | 18 tháng 9 năm 1996  | Xinglong                | Chương trình tiểu hành tinh Bắc Kinh Schmidt CCD       |
| 8118 -              | 1996 WG3     | 16 tháng 11 năm 1996 | Xinglong                | Beijing Schmidt CCD Asteroid Program                   |
| 8119 -              | 1997 TP25    | 12 tháng 10 năm 1997 | Xinglong                | Beijing Schmidt CCD Asteroid Program                   |
| 8120 Kobe           | 1997 VT      | 2 tháng 11 năm 1997  | Yatsuka                 | H. Abe                                                 |
| 8121 Altdorfer      | 2572 P-L     | 24 tháng 9 năm 1960  | Palomar                 | C. J. van Houten, I. van Houten-Groeneveld, T. Gehrels |
| 8122 Holbein        | 4038 P-L     | 24 tháng 9 năm 1960  | Palomar                 | C. J. van Houten, I. van Houten-Groeneveld, T. Gehrels |
| 8123 Canaletto      | 3138 T-1     | 26 tháng 3 năm 1971  | Palomar                 | C. J. van Houten, I. van Houten-Groeneveld, T. Gehrels |
| 8124 Guardi         | 4370 T-1     | 26 tháng 3 năm 1971  | Palomar                 | C. J. van Houten, I. van Houten-Groeneveld, T. Gehrels |
| 8125 Tyndareus      | 5493 T-2     | 30 tháng 9 năm 1973  | Palomar                 | C. J. van Houten, I. van Houten-Groeneveld, T. Gehrels |
| 8126 Chanwainam     | 1966 BL      | 20 tháng 1 năm 1966  | Nanking                 | Purple Mountain Observatory                            |
| 8127 Beuf           | 1967 HA      | 27 tháng 4 năm 1967  | El Leoncito             | C. U. Cesco                                            |
| 8128 Nicomachus     | 1967 JP      | 6 tháng 5 năm 1967   | El Leoncito             | C. U. Cesco, A. R. Klemola                             |
| 8129 -              | 1975 SK1     | 30 tháng 9 năm 1975  | Palomar                 | S. J. Bus                                              |
| 8130 Seeberg        | 1976 DJ1     | 27 tháng 2 năm 1976  | Đài quan sát Tautenburg | F. Börngen                                             |
| 8131 Scanlon        | 1976 SC      | 27 tháng 9 năm 1976  | Palomar                 | E. F. Helin                                            |
| 8132 Vitginzburg    | 1976 YA6     | 18 tháng 12 năm 1976 | Nauchnij                | L. I. Chernykh                                         |
| 8133 Takanochoei    | 1977 DX3     | 18 tháng 2 năm 1977  | Kiso                    | H. Kosai, K. Hurukawa                                  |
| 8134 Minin          | 1978 SQ7     | 16 tháng 9 năm 1978  | Nauchnij                | L. V. Zhuravleva                                       |
| 8135 -              | 1978 VP10    | 7 tháng 11 năm 1978  | Palomar                 | E. F. Helin, S. J. Bus                                 |
| 8136                | 1979 MH2     | 25 tháng 6 năm 1979  | Siding Spring           | E. F. Helin, S. J. Bus                                 |
| 8137 Kvíz           | 1979 SJ      | 19 tháng 9 năm 1979  | Kleť                    | Kleť                                                   |
| 8138                | 1980 FF12    | 20 tháng 3 năm 1980  | Bickley                 | Perth Observatory                                      |
| 8139                | 1980 UM1     | 31 tháng 10 năm 1980 | Palomar                 | S. J. Bus                                              |
| 8140                | 1981 EO15    | 1 tháng 3 năm 1981   | Siding Spring           | S. J. Bus                                              |
| 8141 Nikolaev       | 1982 SO4     | 20 tháng 9 năm 1982  | Nauchnij                | N. S. Chernykh                                         |
| 8142 Zolotov        | 1982 UR6     | 20 tháng 10 năm 1982 | Nauchnij                | L. G. Karachkina                                       |
| 8143 Nezval         | 1982 VN      | 11 tháng 11 năm 1982 | Kleť                    | A. Mrkos                                               |
| 8144 Hiragagennai   | 1982 VY2     | 14 tháng 11 năm 1982 | Kiso                    | H. Kosai, K. Hurukawa                                  |
| 8145 Valujki        | 1983 RY4     | 5 tháng 9 năm 1983   | Nauchnij                | L. V. Zhuravleva                                       |
| 8146 Jimbell        | 1983 WG      | 28 tháng 11 năm 1983 | Anderson Mesa           | E. Bowell                                              |
| 8147 Colemanhawkins | 1984 SU3     | 28 tháng 9 năm 1984  | Anderson Mesa           | B. A. Skiff                                            |
| 8148 -              | 1985 CR2     | 15 tháng 2 năm 1985  | La Silla                | H. Debehogne                                           |
| 8149 Ruff           | 1985 JN1     | 11 tháng 5 năm 1985  | Palomar                 | C. S. Shoemaker, E. M. Shoemaker                       |
| 8150 Kaluga         | 1985 QL4     | 24 tháng 8 năm 1985  | Nauchnij                | N. S. Chernykh                                         |
| 8151 Andranada      | 1986 PK6     | 12 tháng 8 năm 1986  | Nauchnij                | L. V. Zhuravleva                                       |
| 8152 -              | 1986 VY      | 3 tháng 11 năm 1986  | Kleť                    | A. Mrkos                                               |
| 8153 -              | 1986 WO1     | 25 tháng 11 năm 1986 | Kleť                    | A. Mrkos                                               |
| 8154 Stahl          | 1988 CQ7     | 15 tháng 2 năm 1988  | La Silla                | E. W. Elst                                             |
| 8155 Battaglini     | 1988 QA      | 17 tháng 8 năm 1988  | Bologna                 | Osservatorio San Vittore                               |
| 8156 Tsukada        | 1988 TR      | 13 tháng 10 năm 1988 | Kitami                  | K. Endate, K. Watanabe                                 |
| 8157 -              | 1988 XG2     | 15 tháng 12 năm 1988 | Gekko                   | Y. Oshima                                              |
| 8158 Herder         | 1989 UH7     | 23 tháng 10 năm 1989 | Đài quan sát Tautenburg | F. Börngen                                             |
| 8159 Fukuoka        | 1990 BE1     | 24 tháng 1 năm 1990  | Kitami                  | K. Endate, K. Watanabe                                 |
| 8160 -              | 1990 MG      | 21 tháng 6 năm 1990  | Palomar                 | H. E. Holt                                             |
| 8161 Newman         | 1990 QP3     | 19 tháng 8 năm 1990  | Harvard                 | Oak Ridge Observatory                                  |
| 8162 -              | 1990 SK11    | 16 tháng 9 năm 1990  | Palomar                 | H. E. Holt                                             |
| 8163 Ishizaki       | 1990 UF2     | 27 tháng 10 năm 1990 | Geisei                  | T. Seki                                                |
| 8164 Andreasdoppler | 1990 UO3     | 16 tháng 10 năm 1990 | La Silla                | E. W. Elst                                             |
| 8165 Gnädig         | 1990 WQ3     | 21 tháng 11 năm 1990 | La Silla                | E. W. Elst                                             |
| 8166 Buczynski      | 1991 AH1     | 12 tháng 1 năm 1991  | Stakenbridge            | B. G. W. Manning                                       |
| 8167 Ishii          | 1991 CM3     | 14 tháng 2 năm 1991  | Kitami                  | K. Endate, K. Watanabe                                 |
| 8168 Rogerbourke    | 1991 FK1     | 18 tháng 3 năm 1991  | Palomar                 | E. F. Helin                                            |
| 8169 Mirabeau       | 1991 PO2     | 2 tháng 8 năm 1991   | La Silla                | E. W. Elst                                             |
| 8170 -              | 1991 PZ11    | 7 tháng 8 năm 1991   | Palomar                 | H. E. Holt                                             |
| 8171 Stauffenberg   | 1991 RV3     | 5 tháng 9 năm 1991   | Đài quan sát Tautenburg | F. Börngen, L. D. Schmadel                             |
| 8172 -              | 1991 RP15    | 15 tháng 9 năm 1991  | Palomar                 | H. E. Holt                                             |
| 8173 -              | 1991 RX23    | 11 tháng 9 năm 1991  | Palomar                 | H. E. Holt                                             |
| 8174 -              | 1991 SL2     | 17 tháng 9 năm 1991  | Palomar                 | H. E. Holt                                             |
| 8175 Boerhaave      | 1991 VV5     | 2 tháng 11 năm 1991  | La Silla                | E. W. Elst                                             |
| 8176 -              | 1991 WA      | 29 tháng 11 năm 1991 | Siding Spring           | R. H. McNaught                                         |
| 8177 -              | 1992 BO      | 28 tháng 1 năm 1992  | Kushiro                 | S. Ueda, H. Kaneda                                     |
| 8178 -              | 1992 DQ10    | 29 tháng 2 năm 1992  | La Silla                | UESAC                                                  |
| 8179 -              | 1992 EA7     | 1 tháng 3 năm 1992   | La Silla                | UESAC                                                  |
| 8180 -              | 1992 PY2     | 6 tháng 8 năm 1992   | Palomar                 | H. E. Holt                                             |
| 8181 Rossini        | 1992 ST26    | 28 tháng 9 năm 1992  | Nauchnij                | L. V. Zhuravleva                                       |
| 8182 Akita          | 1992 TX      | 1 tháng 10 năm 1992  | Kitami                  | M. Yanai, K. Watanabe                                  |
| 8183 -              | 1992 UE3     | 22 tháng 10 năm 1992 | Kushiro                 | S. Ueda, H. Kaneda                                     |
| 8184 Luderic        | 1992 WL      | 16 tháng 11 năm 1992 | Kushiro                 | S. Ueda, H. Kaneda                                     |
| 8185 -              | 1992 WR2     | 18 tháng 11 năm 1992 | Kushiro                 | S. Ueda, H. Kaneda                                     |
| 8186 -              | 1992 WP3     | 17 tháng 11 năm 1992 | Dynic                   | A. Sugie                                               |
| 8187 Akiramisawa    | 1992 XL      | 15 tháng 12 năm 1992 | Kiyosato                | S. Otomo                                               |
| 8188 Okegaya        | 1992 YE3     | 18 tháng 12 năm 1992 | Kani                    | Y. Mizuno, T. Furuta                                   |
| 8189 Naruke         | 1992 YG3     | 30 tháng 12 năm 1992 | Okutama                 | T. Hioki, S. Hayakawa                                  |
| 8190 Bouguer        | 1993 ON9     | 20 tháng 7 năm 1993  | La Silla                | E. W. Elst                                             |
| 8191 Mersenne       | 1993 OX9     | 20 tháng 7 năm 1993  | La Silla                | E. W. Elst                                             |
| 8192 Tonucci        | 1993 RB      | 10 tháng 9 năm 1993  | Stroncone               | Stroncone                                              |
| 8193 Ciaurro        | 1993 SF      | 17 tháng 9 năm 1993  | Stroncone               | Stroncone                                              |
| 8194 Satake         | 1993 SB1     | 16 tháng 9 năm 1993  | Kitami                  | K. Endate, K. Watanabe                                 |
| 8195 -              | 1993 UC1     | 19 tháng 10 năm 1993 | Palomar                 | E. F. Helin                                            |
| 8196 -              | 1993 UB3     | 16 tháng 10 năm 1993 | Palomar                 | E. F. Helin                                            |
| 8197 Mizunohiroshi  | 1993 VX      | 15 tháng 11 năm 1993 | Oizumi                  | T. Kobayashi                                           |
| 8198 -              | 1993 VE2     | 11 tháng 11 năm 1993 | Kushiro                 | S. Ueda, H. Kaneda                                     |
| 8199 Takagitakeo    | 1993 XR      | 9 tháng 12 năm 1993  | Oizumi                  | T. Kobayashi                                           |
| 8200 Souten         | 1994 AY1     | 7 tháng 1 năm 1994   | Nyukasa                 | M. Hirasawa, S. Suzuki                                 |